# Lambda Piscis Austrini
Lambda Piscis Austrini (λ Piscis Austrini, förkortat Lambda PsA, λ PsA) som är stjärnans Bayerbeteckning, är en ensam stjärna belägen i den norra delen av stjärnbilden Södra fisken. Den har en skenbar magnitud på 5,42 och är svagt synlig för blotta ögat där ljusföroreningar ej förekommer. Baserat på parallaxmätning inom Hipparcosuppdraget på ca 6,5 mas, beräknas den befinna sig på ett avstånd på ca 500 ljusår (ca 154 parsek) från solen. 

## Egenskaper
Lambda Piscis Austrini är en blå till vit stjärna i huvudserien av spektralklass B7 V. Den har massa som är ca 3,6 gånger större än solens massa, en radie som är ca 4,3 gånger större än solens och utsänder från dess fotosfär ca 249 gånger mera energi än solen vid en effektiv temperatur av ca 12 000 K.